# Nuclear Energy Agency
NEA (Nuclear Energy Agency), specialiseret samarbejdsorgan under OECD, som har til formål at assistere medlemsstaterne med at vedligeholde og videreudvikle det videnskabelige og teknologiske grundlag for sikker, miljøvenlig og økonomisk anvendelse af atomenergi til fredelige formål. 
Organisationen blev dannet 1. februar 1958 som European Nuclear Energy Agency (ENEA). USA deltog dengang kun som associeret medlem. I 1972 blev Japan medlem, og organisationen fik sit nuværende navn.
Organet har ingen formelle forpligtelser, men arbejder som et forum for udveksling af informationer og erfaringer, ligesom det arbejder for at fremme internationalt samarbejde og konsensus. Blandt de emner, som NEA beskæftiger sig med, er radioaktivt affald.
Udover at samarbejde med OECD's internationale energiagentur og miljødirektorat, samarbejder NEA også med Det Internationale Atomenergiagentur og Europa-Kommissionen.
P.t. består NEA af 28 medlemslande i Europa, Nordamerika og den asiatiske region, som står for omkring 85% af verdens atomkapacitet, ligesom 25% af deres elproduktion finder sted ved atomkraft. Medlemslandene er:
- Australien, Belgien, Canada, Danmark, Finland, Frankrig, Grækenland, Irland, Island, Italien, Japan, Korea, Luxembourg, Mexico, Nederlandene, Norge, Portugal, Schweiz, Slovakiet, Spanien, Storbritannien, Sverige, Tjekkiet, Tyrkiet, Tyskland, Ungarn, USA og Østrig.